# Tunnel Müß
Der Tunnel Müß ist ein Eisenbahn-Tunnel der Schnellfahrstrecke Nürnberg–Erfurt mit 745 m Länge. Er liegt zwischen den Streckenkilometern 118,940 und 119,685 auf dem Gebiet der südthüringischen Stadt Schalkau und ist das südlichste Bauwerk der Strecke in Thüringen. Der Tunnel unterquert den Müß, einen 461 m hohen Höhenzug des Schalkauer Plateaus, des Vorlandes des Thüringer Schiefergebirges zwischen Selsendorf und Roth (Schalkau).

## Geschichte

### Planung
Die Deutsche Bahn AG schrieb am 10. März 2007 europaweit die Errichtung des Tunnels sowie die Herstellung der Erdbauwerke mit den Voreinschnitten Süd und Nord in dem Bauabschnitt Nr. 3211, Baukilometer 33,994 bis 37,042 aus. Der Auftrag wurde an eine Arbeitsgemeinschaft vergeben. Die beauftragten Bauleistungen wurden im August 2007 begonnen. Im September 2010 war der Rohbau fertiggestellt. Der Tag der Deutschen Einheit wurde 2010 an der Baustelle, die an der ehemaligen Innerdeutschen Grenze liegt, mit einem Tag des offenen Tunnels gefeiert.
Im Herbst 2017 wurden die Gleistragplatten im Tunnel nachträglich mit Abdeckplatten zwecks Befahrbarkeit mit Rettungsfahrzeugen ausgestattet und der Geländeeinschnitt vor dem Nordportal eingezäunt.
Das Investitionsvolumen für den Bauabschnitt betrug 26 Millionen Euro.

### Bau
Die Bauarbeiten am Tunnel begannen am 29. Februar 2008. Als Tunnelpatin löste die Sonneberger Landrätin Christine Zitzmann im Rahmen der Tunnelanschlagsfeier durch einen Knopfdruck die erste Sprengung aus. Bis Mitte Juli 2008 waren rund 300 m durch massige Sandsteine mit zwischengelagerten Tonsteinen vorgetrieben. Während der Bauphase erfolgten täglich fünf Sprengungen. Noch im September 2008 war der Durchschlag für Ende 2008 geplant. Er folgte schließlich am offiziell 6. Februar 2009.
Die Innenschale des Tunnels wurde mit 64 Blöcken hergestellt. Der Regeltakt hatte eine Länge von 12,5 m. Die Gewölbestärke beträgt 60 cm. Eine sogenannte Regenschirmabdichtung schützt das Bauwerk gegen Schicht- und Grundwasser.
Die Herstellung der Einschnitte und des Tunnels umfassten 1,2 Millionen m³ Bodenbewegung, größtenteils Buntsandstein, die auf der benachbarten Erddeponie Muess (50° 22′ 43″ N, 11° 2′ 14″ O) gelagert wurden.

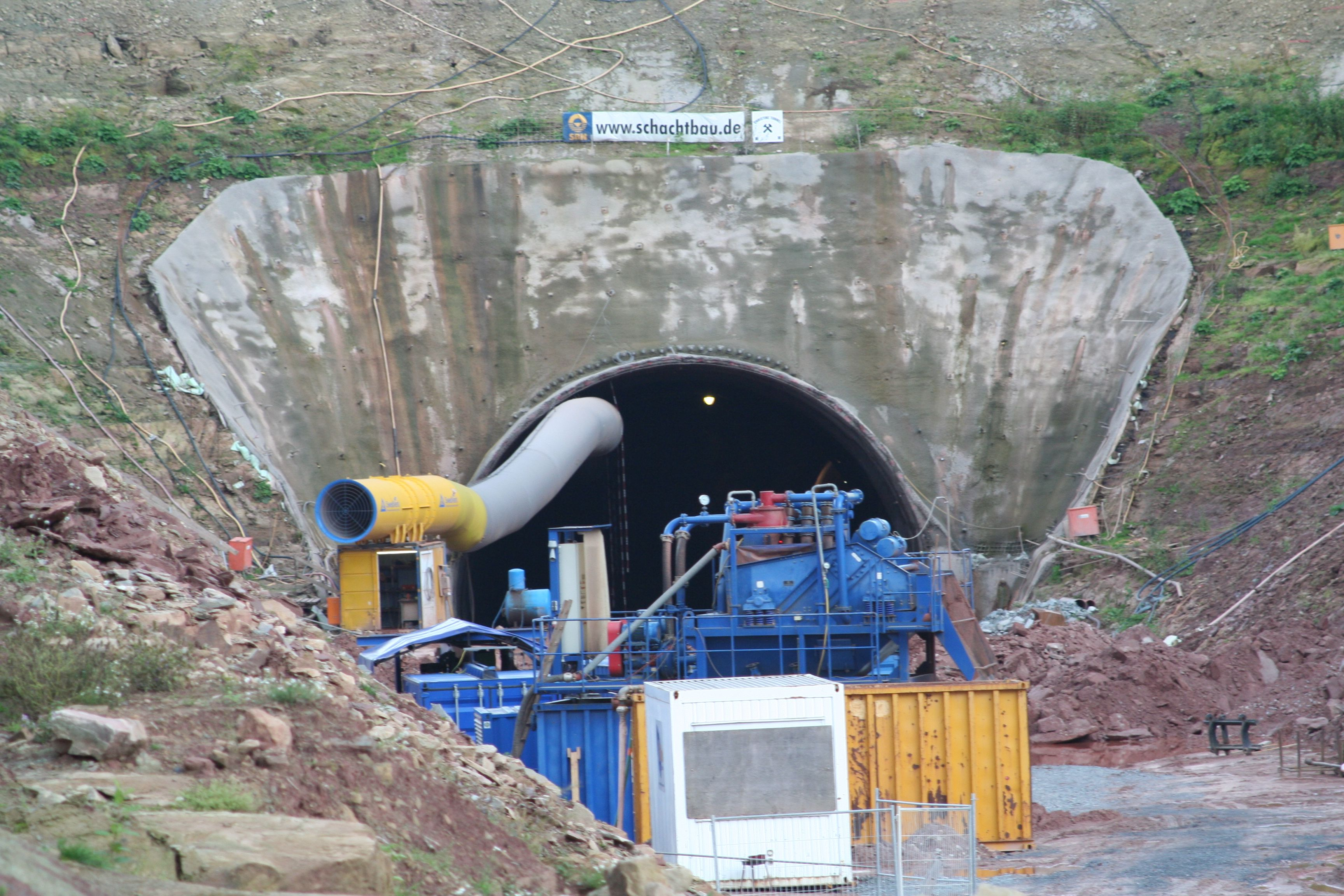
Nordportal September 2008
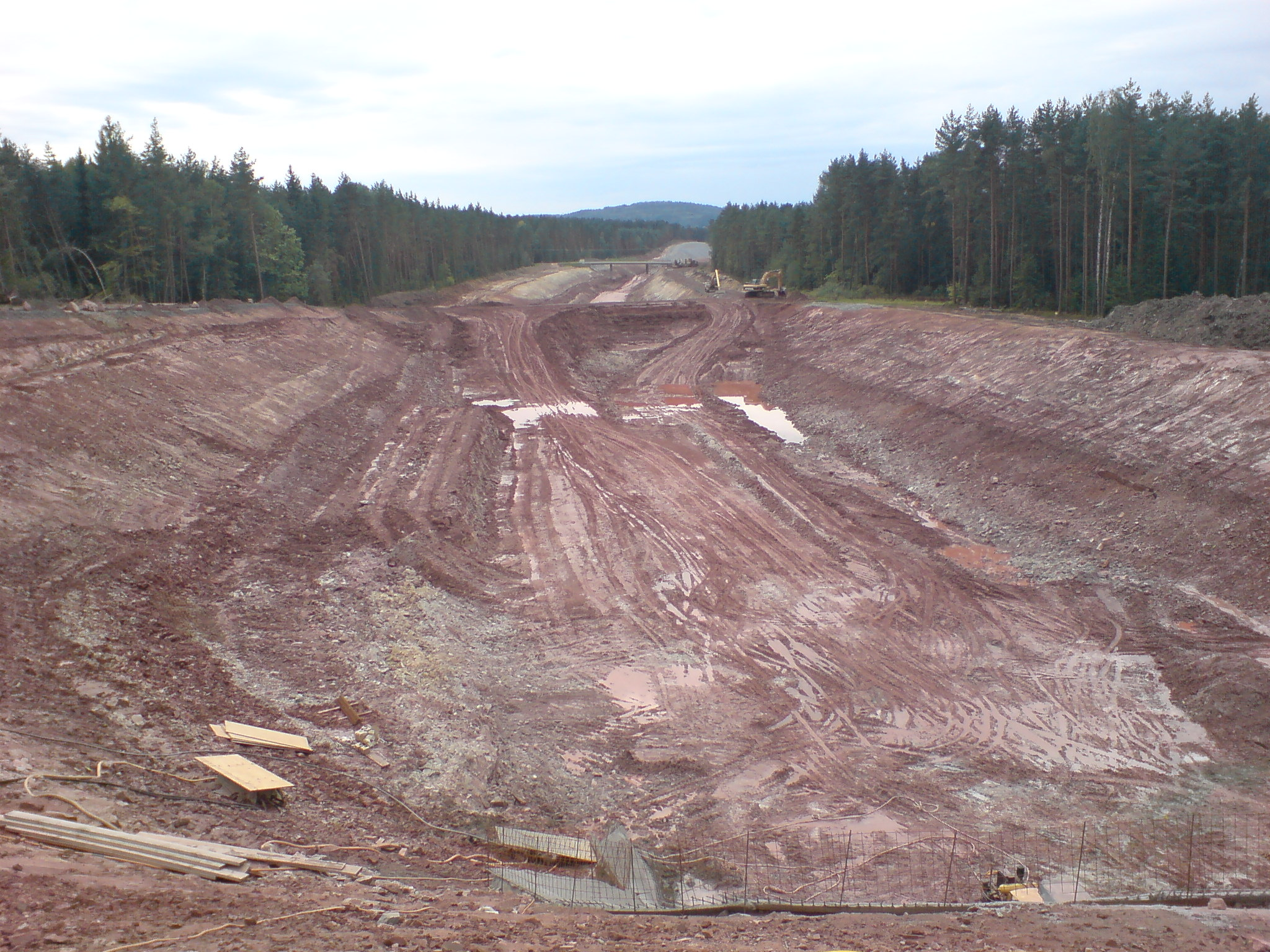
Einschnitt Süd September 2008
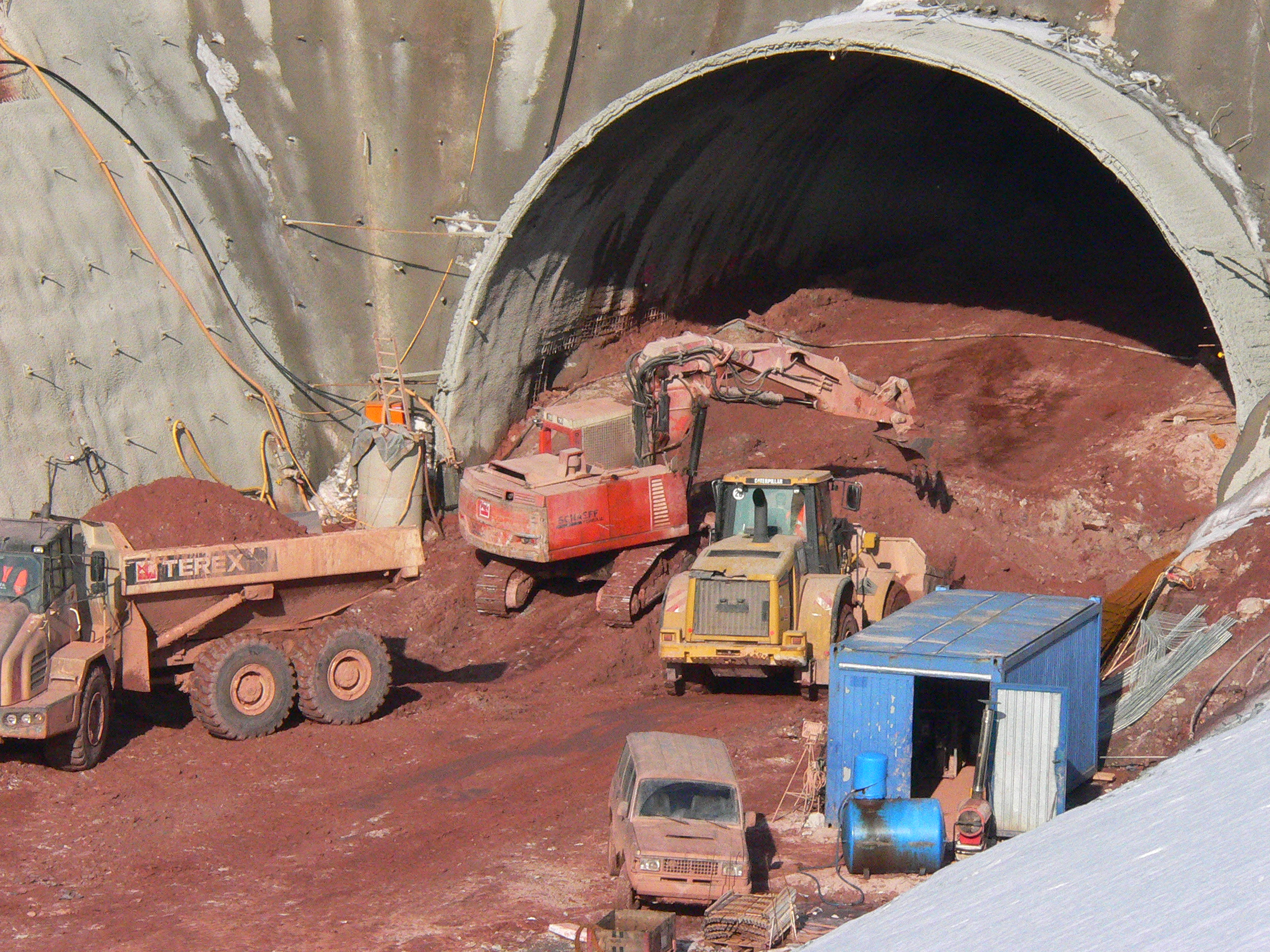
Bauarbeiten am südlichen Portal Ende Januar 2009
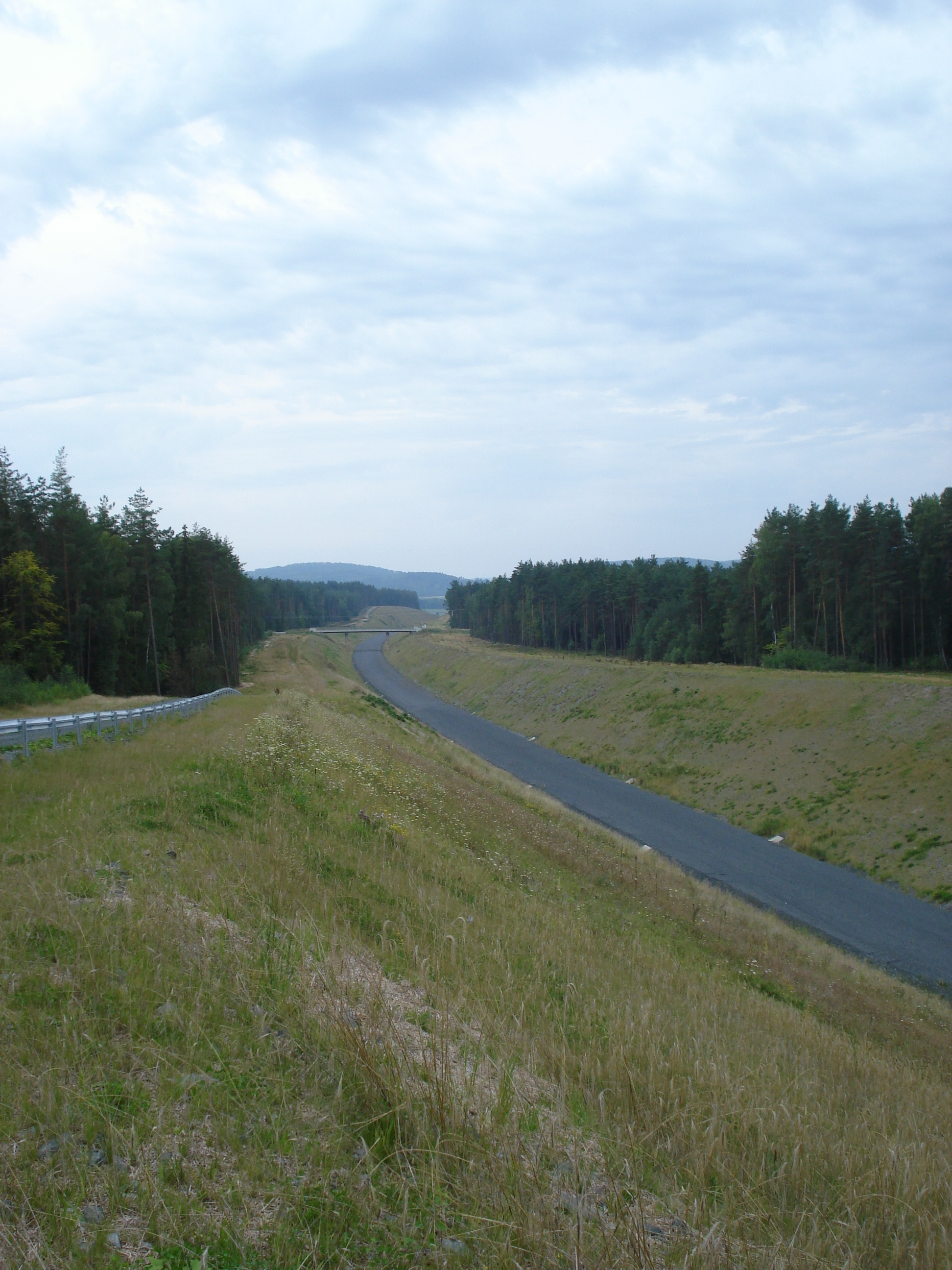
Einschnitt Süd August 2011

### Betrieb
Am 23. September 2020 fuhr ICE 1701 zwischen Grümpentalbrücke und dem Tunnel Müß in eine Schafherde.

## Bauwerk

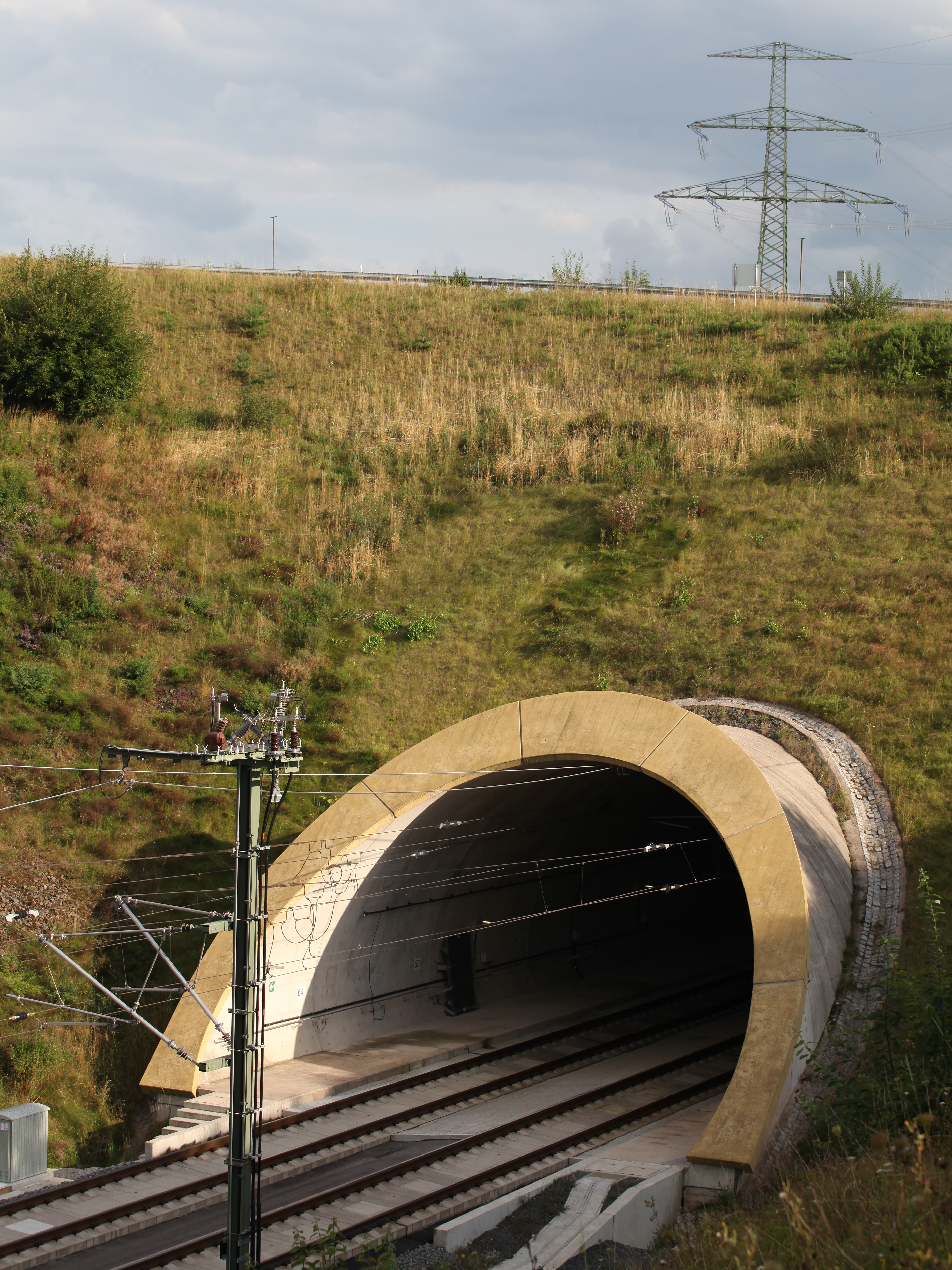
Nordportal

Die Streckentrasse ist in dem Bauabschnitt größtenteils im Grundriss gekrümmt und weist in Richtung Norden eine Steigung von 1,25 % auf. Ursprünglich war nur ein Geländeeinschnitt vorgesehen, ausgeführt wurde schließlich der 745 m lange Tunnel, der zwei Gleise in Fester Fahrbahn aufnimmt. Südlich des Tunnels schließt sich ein 1583 m langer, maximal 25 m tiefer Einschnitt an, auf den die Talbrücke Froschgrundsee folgt. Nördlich des Tunnels ist ein 476 m langer, bis zu 22 m tiefer, Einschnitt vorhanden, der in die Grümpentalbrücke übergeht. Die maximale Überdeckung des Tunnels liegt bei 22 m.
Am nördlichen Portal wurde das Unterwerk Roth errichtet.

## Technik
Vor dem Südportal liegt, in Richtung Erfurt, die Grenze (Grenzsignale) zwischen den ETCS-Zentralen Unterleiterbach und Erfurt NBS.
Der Tunnel wird von einer Antenne im südlichen Portalbereich mit GSM-R versorgt.